# فلامينكو جديد
الفلامينكو الجديد (بالإنجليزية New flamenco)، هو مصطلح يُشير إلى تطور موسيقى الفلامينكو، بقيادة جيل جديد حقق ثورة وتحديث تطويري في هذا الفن، من خلال المزج أو تكييف الفلامنكو التقليدية مع الاتجاهات الموسيقية العالمية الأخرى في القرن ال 20 وال 21، مثل رومبا، البوب، موسيقى الروك، موسيقى الجاز والسامبا وغيرها، يمكن وصفها أنها مرحلة جديدة عالمية في تاريخ تطور فن الفلامينكو، تتميز بانفتاحه على فنون وأذواق مختلفة، وقد بدأ هذا الاتجاه الفني مع فنانين عالميين مثل «باكو دي لوسيا» و«كامارون ديلا إيسلا» وغيرهم، وذلك منذ أوائل السبعينيات من القرن العشرين، ولايزال هذا التطوير والثورة الفنية مستمرة إلى يومنا هذا، مع جيل جديد في هذا الفن العريق، نذكر من بينهم روني بينيس.

## مبدعون ومجددون في فن الفلامنكو
بعض من مبدعي اللون الموسيقي «الفلامينكو الجديد»:
- باكو دي لوسيا: بدأ هذا الاتجاه الفني مع فنانين عالميين مثل «باكو دي لوسيا» الذين يعتبرون من أول المجددين والمطورين والمدعين في الفلامينكو الكلاسيكية، إلى جانب «كامارون ديلا إيسلا» وذلك منذ أوائل السبعينيات من القرن العشرين.
- روني بينيس: من الجيل الجديد، يمكن القول أنه جاء بلون موسيقى يمزج ألوان مختلفة في إيقاعات قيثارة لاتينية،[4] حيث استطاع بتنغم وانسجام ان يدمج أنماط مختلفة مثل الفلامنكو، السالسا، التانغو، و (السامبا من الإيقاعات اللاتينية-الإفريقية)، تمكن من إبداع أسلوب خاص به ومميز يثير إعجاب عشاق عزف القيثارة والموسيقى، وبالتحديد هواة الموسيقى العالمية.[5]